# Quintetto per clarinetto K 581
Il Quintetto per clarinetto K 581 di Wolfgang Amadeus Mozart, fu composto nel 1789 per il clarinettista Anton Stadler. Un quintetto per clarinetto è un'opera per un clarinetto e un quartetto d'archi. Sebbene originariamente scritto per clarinetto di bassetto, nelle esecuzioni contemporanee viene solitamente suonato su un clarinetto in La. Si tratta dell'unico quintetto per clarinetto completato da Mozart ed è una delle prime e più note opere scritte appositamente per questo strumento. Rimane fino ad oggi una delle opere più ammirate del compositore. Il quintetto viene talvolta chiamato Quintetto Stadler come lo descrisse Mozart in una lettera dell'aprile 1790. Mozart scrisse anche un trio per clarinetto, viola e pianoforte per Stadler, il cosiddetto Trio Kegelstatt, nel 1786.

## Composizione e prima assoluta
Il compositore indicò che l'opera fu terminata il 29 settembre 1789. Ebbe la prima esecuzione il 22 dicembre dello stesso anno, in una delle quattro rappresentazioni annuali di Vienna della Tonkünstler-Societät, un'organizzazione che esisteva per finanziare le pensioni per le vedove e gli orfani di musicisti. Il pezzo principale del programma era una cantata, Il natale d'Apollo, di Vincenzo Righini; l'opera di Mozart venne eseguita tra le due metà di questo lavoro. La parte per clarinetto solista fu eseguita da Stadler, la prima parte per violino da Joseph Zistler (1744-1794).

## Struttura
L'opera si compone dei seguenti quattro movimenti e, con le previste ripetizioni, ha una durata compresa tra 31 e 38 minuti, solitamente intorno ai 35 minuti.
1° movimento: Allegro, La maggiore, tempo 4/4 e 197 battute, dove vengono ripetute le battute da 1 a 79 e quelle da 80 a 197. Questo movimento mostra la tipica forma sonata  con esposizione, sviluppo e ricapitolazione.
2° movimento: Larghetto, Re maggiore, tempo 3/4 e 85 battute 
3° movimento: Minuetto con Trio I in La minore e Trio II in La maggiore, tempo 3/4 e 31 + 41 + 51 battute. Anche qui si ripetono le singole sezioni.
4° movimento: Allegretto con variazioni, La maggiore (Variazione III in Do maggiore), tempo 2/2. La presentazione del tema con 16 battute è seguita da quattro variazioni con tre volte 16 e una volta 20 battute. Seguono due piccoli movimenti sostanzialmente indipendenti: un Adagio di 21 battute e un Allegro di 36 battute. Anche qui ripetizione delle singole sezioni.

### Primo movimento
Il primo movimento crea l'atmosfera per l'intero pezzo. Ha belle linee in movimento in tutte le parti e nella seconda metà c'è una corsa virtuosistica che viene passata attraverso gli archi, basata sul materiale della seconda sezione dell'esposizione.

Tema principale

### Secondo movimento
Il secondo movimento si apre con una transizione di sei battute al posto di una sezione di sviluppo centrale, che oppone una prima sezione costituita principalmente da una melodia di clarinetto su archi in sordina a un secondo gruppo di temi in cui, come nel primo movimento, diverse sequenze ascendenti di scale sono date al primo violino, alternate a brevi frasi di melodia del clarinetto. Queste scale sono date al clarinetto nella ricapitolazione (batt. 51). Nelle ultime battute del movimento, più cromatiche delle altre, le scale si trasformano in arpeggi di terzine scambiati tra gli archi sotto le frasi di chiusura del clarinetto.

### Terzo movimento
Il terzo movimento consiste in un minuetto e, insolitamente, due trii. Il primo è per soli archi, con un tema che ha una acciaccatura ogni poche note. Il secondo è un assolo di clarinetto sugli archi, mentre nel minuetto i ruoli sono distribuiti più uniformemente.

### Quarto movimento
Il finale è in forma di variazione, sostituendo inaspettatamente il più convenzionale rondò. Ci sono cinque varianti. Il tema è in due metà ripetute, con il clarinetto che si unisce ma solo per alcune delle sue battute. Come spesso accade con Mozart, la struttura della frase è generalmente la stessa in tutte le variazioni anche se cambiano altre qualità; il tema è costituito da quattro frasi di quattro battute (Mozart è spesso più irregolare nel suo fraseggio), la prima che va armonicamente da La a Mi, la seconda a ritroso da Mi a La, ecc. e similmente con le variazioni.
La prima delle sue variazioni conferisce al clarinetto un nuovo tema, in contrappunto con il tema delle variazioni divise nel quartetto. La seconda alterna frasi per quartetto solo con frasi per quintetto completo, quest'ultimo rispondendo al primo. Anche la terza, in la minore, inizia senza clarinetto, con una melodia di viola, anch'essa con acciaccatura, ma il clarinetto si unisce alla fine. Torna il modo maggiore per la quarta variazione, così come il tema principale ad accompagnamento del virtuosismo di semicroma, dato al clarinetto solo nella prima metà ripetuta, al primo violino e clarinetto nella seconda. Ci sono quattro battute di interruzione drammatica che portano a una pausa; la variazione successiva è un Adagio lirico. Una transizione ci porta a una coda Allegro, che contiene gran parte di una variazione stessa.

Tema

## Analisi
Ci sono una serie di somiglianze tra questo quintetto e il Concerto per clarinetto di Mozart. Entrambi sono in tonalità di La maggiore e sono stati scritti per lo stesso solista, Anton Stadler. Entrambi i pezzi sono scritti per il clarinetto di bassetto, che ha una gamma bassa estesa. Inoltre, il primo tema del primo movimento di ogni pezzo inizia con una terza minore discendente. Entrambi i secondi movimenti sono nella stessa chiave (Re maggiore) e hanno caratteri simili e molte frasi simili, sebbene abbiano segni di tempo diversi. C'è una citazione diretta di due battute, del secondo movimento del Quintetto per clarinetto, nel secondo movimento del Concerto.
Alfred Einstein  nota che mentre il clarinetto "predomina come primus inter pares" (primo tra pari) questo è nondimeno "un lavoro di musica da camera del miglior genere" e i ruoli sono distribuiti più equamente di quanto non sarebbero in un quintetto più concertante per fiati e archi.

## Frammento secondo Quintetto per clarinetto
Esiste un frammento di partitura per un secondo quintetto per clarinetto in Si bemolle maggiore (anche se forse scritto per primo), di cui sopravvive un'esposizione completa. È possibile che Mozart abbia completato il movimento, poiché la partitura continua nella sezione di sviluppo nell'ultima pagina superstite. È improbabile che questo frammento sia uno schizzo, in quanto non reca segni di correzione. Tuttavia, il quintetto K. 581 in La maggiore è l'unica opera completa sopravvissuta di Mozart per quintetto per clarinetto.

## Nella cultura popolare
In "Addio, addio e amen", episodio finale della serie televisiva americana M*A*S*H, Charles Winchester apprende che cinque soldati cinesi che si sono arresi a lui sono musicisti, uno dei quali suona un tema del Quintetto per clarinetto, e Winchester insegna loro l'intero pezzo.